# Sedlabanki
Sedlabanki (isländska: Seðlabanki Íslands) är sedan 1961 Islands centralbank. Banken ägs av den isländska regeringen och administreras av en styrelse på tre personer som tillsätts av landets premiärminister för sjuåriga perioder. Utöver styrelsen finns också en övervakningsstyrelse på sju personer.